# 諏訪三郎
諏訪 三郎（すわ さぶろう、1896年12月3日 - 1974年6月14日）は、日本の小説家。福島県安積郡赤津村（現在の郡山市湖南町）出身。本名は半沢成二。
実家は地主だったが、父親が政治に参加して没落した。苦学の末、『中央公論』の記者となり、佐藤春夫に私淑した。1924年、横光利一や川端康成らと『文藝時代』を創刊する。小説『大地の朝』でベストセラー作家となった。

## 著書
- 『ビルヂング棲息者』金星堂 1927
- 『就職戦線をめがけて』金星堂、1929
- 『官省・会社・銀行・新聞社就職試験問題集 昭和6年版』金星堂、1930
- 『父の肖像画 純情小説』金星堂 1936
- 『大地の朝』大日本雄辯會講談社 1941.6
- 『鉄の愛情』東水社 1942
- 『家』大日本雄弁会講談社 1942
- 『美しき山河』東光堂 1943
- 『鬼怒十里』牧書房 1943
- 『青春の希望』六芸社 1943
- 『乳房』向陵書院 1946
- 『峠の少女』むさし書房 1948
- 『駒草物語』東方社 1950
- 『白ばらの友情』育英出版 1950
- 『鬼怒十里』筑波書房 1980.1 (ふるさと文庫)
- 『大正の雑誌記者 一婦人公論記者の回想 半沢成二』中央公論社 1986.2

## 翻訳など
- 『アンクルトムの木小屋』ハリエット・ビイチャア・ストウ 南北書園 1949.11
- 『将軍ロメルの悲劇 砂漠の鬼将軍・熱砂の秘密』欧米出版社 1952 （世界名作映画小説全集）
- 『金色夜叉』第1巻 尾崎紅葉著 諏訪三郎訳 彩光新社 1958